# Pampam
Pampam es una localidad peruana ubicada en el distrito de Manás, perteneciente a la provincia de Cajatambo del departamento de Lima, al centro oeste del Perú. 

## Ubicación
Pampam se ubica al suroeste de la provincia de Cajatambo, en el distrito de Manás, en el departamento de Lima.

## Demografía
En 2017 Pampam tenía una población de 5 habitantes y 12 viviendas.
| Gráfica de evolución demográfica de Pampam entre 1993 y 2017 |
|                                                              |
| Fuentes: Población 1993 (Pampan) y 2017                      |